# تامر هجرس
تامر هجرس (6 نوفمبر 1972)، ممثل مصري و عارض أزياء. من بلقاس- الدقهلية.

## عن حياته
كان أول ظهور له من خلال فيلم بركان الغضب مع فيدرا وبعدها ظهر مع عادل إمام في فيلم التجربة الدنماركية كأحد أبنائه الأربعة وقدم العديد من الأدوار التلفزيونية مثل أدواره في مسلسلات أماكن في القلب وقلب الدنيا ومسلسل قلبـي ينـاديك، وقدم عام 2006 دور البطولة مع يسرا في فيلم ما تيجي نرقص وأيضا مسلسل خاص جدا مع يسرا عام 2009، وكذلك شارك معها كضيف شرف في نفس العام في الأربع حلقات الأولى من مسلسل لحظات حرجة، وقدم فيلم عمليات خاصة وفيلم البلد دى فيها حكومة الذي شاركه بطولته علا غانم وهيدى كرم وعزت أبو عوف وكان من إخراج عبد العزيز حشاد.

## من أعماله
- نافذة على العالم
- بركان الغضب (2002)
- التجربة الدنماركية 2003
- قلبي يناديك 2004
- عمليات خاصة (2007)
- البلد دي فيها حكومة (2008)
- أبطال صعايدة (2009)
- ملوك الجدعنة (2009)
- ما تيجى نرقص (2009)
- عايزة أتجوز (2010)
- بفعل فاعل (2010)
- باب الخلق (2012)
- قضية معالي الوزيرة (2012)
- شربات لوز (2012)
- الديزل (2018)
- شوجر دادي (2023)
- جوازة توكسيك (2024)

## وصلات خارجية
- تامر هجرس على موقع IMDb (الإنجليزية)
- تامر هجرس على موقع الدهليز
- تامر هجرس على موقع قاعدة بيانات الأفلام العربية
- تامر هجرس على موقع قاعدة بيانات الفيلم (الإنجليزية)